# Sven Wollter
Sven Justus Fredrik Wollter (Gotemburgo, 11 de enero de 1934 - Luleå, 10 de noviembre de 2020) fue un actor sueco.

## Carrera
Wollter protagonizó muchas películas como The Sacrifice (1986) de Andrei Tarkovsky, The Man on the Roof (1976) de Bo Widerberg y The Man from Majorca (1984), House of Angels de Colin Nutley (1992) y Jerusalén de Bille August (1996), basada en la novela de Selma Lagerlöf. Por sus papeles en El hombre de Mallorca y Sista leken ganó el premio a Mejor Actor en los XX Premios Guldbagge.
Apareció en series de televisión como The People of Hemsö (1966), basada en la novela de 1887 del mismo nombre de August Strindberg, y Raskens (1976), basada en la novela de 1927 del mismo nombre de Vilhelm Moberg, que ayudó a lanzar La carrera de Wollter. En años posteriores interpretó a Van Veeteren en la serie de suspenso de Håkan Nesser. También ha estado en muchas obras de teatro. Wollter ha protagonizado producciones de Hollywood como The 13th Warrior (1999) de John McTiernan, en la que interpretó a un jefe vikingo.
En 2018, recibió el controvertido Premio Lenin de 100.000 coronas suecas (unos 10000 euros), un premio cultural que lleva el nombre de Vladimir Lenin.

## Vida personal
Wollter participó activamente en el movimiento comunista desde su juventud y fue miembro durante mucho tiempo del Partido Comunista Sueco. Sus actividades incluyeron el conjunto de teatro Fria Proteatern y el exitoso Tältprojektet, The Tent Project, un espectáculo de teatro musical basado en la historia de la clase trabajadora sueca que recorrió el país el verano de 1977.
Wollter tuvo cinco hijos en 3 diferentes matrimonios. Desde 2003 hasta su fallecimiento estuvo casado con Lisa Wede.
Wollter falleció el 10 de noviembre de 2020, debido a complicaciones provocadas por el COVID-19, de la que se había infectado durante una visita a Estocolmo. Antes de contraer el coronavirus, Wollter fue diagnosticado con EPOC según su hija Stina Wollter. Tenía 86 años.

## Filmografía
- 1959 - Ryttare i blått
- 1966 – Hemsöborna [16]
- 1967 – I Am Curious (Yellow)
- 1968 – Jag älskar, du älskar
- 1969 – Nej
- 1973 – Ett köpmanshus i skärgården (TV series)
- 1974 – Rymmare
- 1975 – The White Wall
- 1975 – Gyllene år (TV series)
- 1976 – Raskens (TV series)
- 1976 – The Man on the Roof
- 1978 – Strandfyndet (TV series)
- 1979 – Charlotte Löwensköld
- 1979 – Linus eller Tegelhusets hemlighet
- 1981 – Kallocain
- 1981 – Sista budet
- 1983 – Jacob Smitaren
- 1983 – Profitörerna (TV series)
- 1984 – The Man from Majorca
- 1984 – Sista leken
- 1986 – The Sacrifice
- 1986 – I lagens namn
- 1987 – En film om kärlek
- 1987 – Friends
- 1988 – Enkel resa
- 1988 – Sweetwater
- 1989 – Husbonden – piraten på Sandön
- 1989 – Tre kärlekar
- 1992 - House of Angels
- 1993 – Dockpojken
- 1994 – House of Angels – The Second Summer
- 1995 – Alfred
- 1996 – Jerusalem
- 1997 – Oliver & Company (voice in Swedish dub)
- 1998 – The Tattooed Widow (TV series)
- 1998 – Ivar Kreuger (TV series)
- 1999 – The 13th Warrior
- 1999 – Det grovmaskiga nätet (TV series)
- 1999 – Sally (TV series)
- 2000 – A Song for Martin
- 2001 – Kvinna med födelsemärke (TV series)
- 2001 – Kaspar i Nudådalen (TV series)
- 2001 – Återkomsten
- 2002 – Dieselråttor &amp; sjömansmöss
- 2002 – Treasure Planet (voice in Swedish dub)
- 2005 – Störst av allt
- 2005 – Van Veeteren – Carambole
- 2005 – Van Veeteren – Münsters fall
- 2005 – Van Veeteren – Borkmanns punkt
- 2006 – Van Veeteren – Moreno och tystnaden
- 2006 – Van Veeteren – Svalan, Katten, Rosen, Döden
- 2006 – Van Veeteren – Fallet G
- 2006 – Sigillet
- 2008 – Gnomes and Trolls: The Secret Chamber (voice in Swedish dub)
- 2010 – House of Angels – Third Time Lucky
- 2012 – Flimmer
- 2012 – Samlaren
- 2015 – Våga älska
- 2017 – Solsidan
- 2018 – Videomannen